# Gasthof zum Kaiser Friedrich

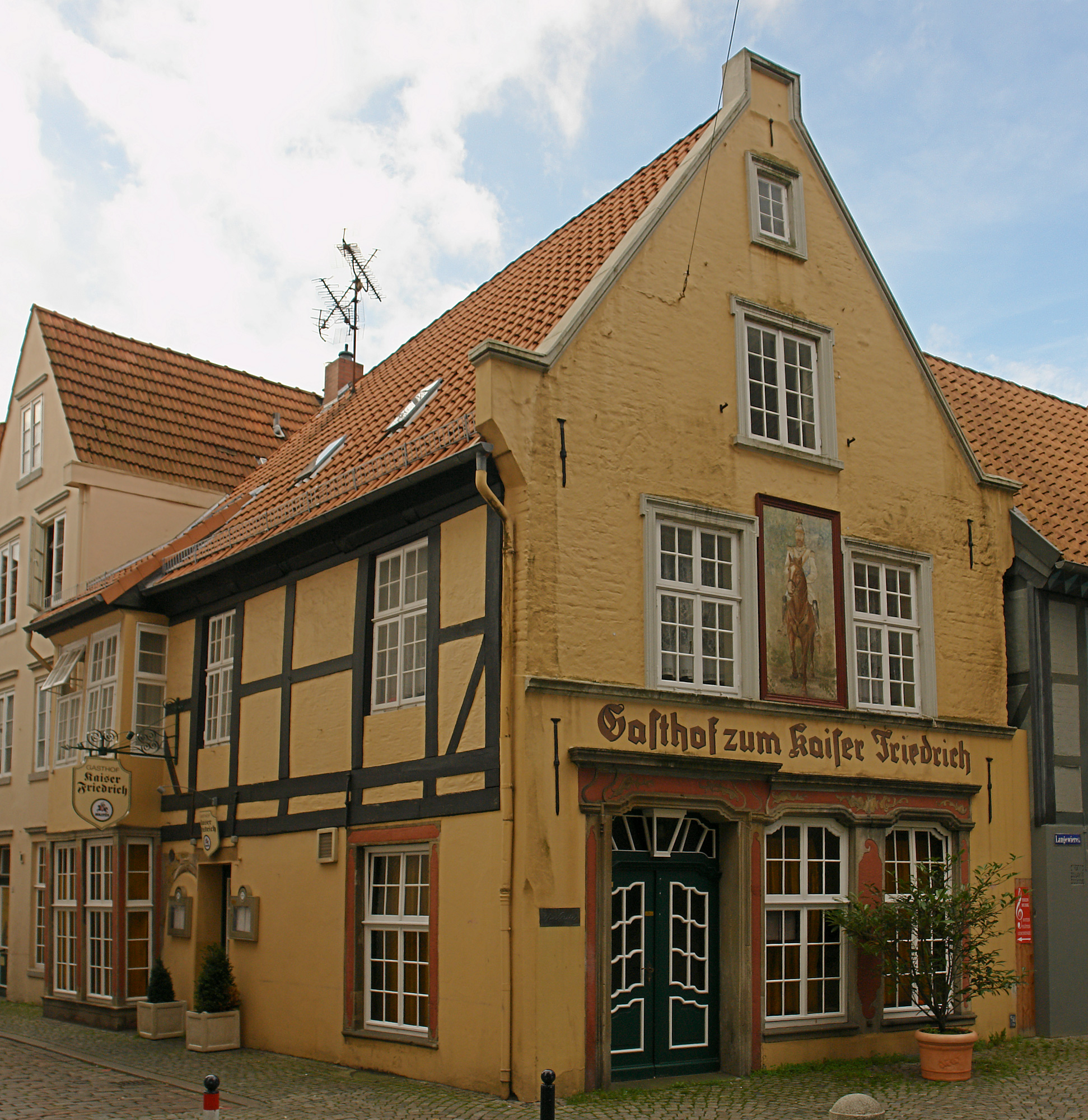
Gasthof zum Kaiser Friedrich (Aufnahme 2011)

Der Gasthof zum Kaiser Friedrich in Bremen im Schnoorviertel, Ecke der Straßen Lange Wieren und Am Landherrnamt ist ein zum Gedenken an Kaiser Friedrich III., den 99-Tage-Kaiser, benannter Gastronomiebetrieb.
Das Gebäude steht seit 1973 unter Denkmalschutz.

## Geschichte
Das Gebäude wurde um 1630 im barocken Stil errichtet und mehrfach (1750, 1962 und 1971) umgebaut. Im Erdgeschoss befindet sich ein Restaurant, in den oberen Stockwerken sind Wohnungen untergebracht. An der Giebelfront befindet sich eine Darstellung Kaiser Friedrichs III. zu Pferde.
Es handelt sich um eine der wenigen Gaststätten in Bremen, deren Inneneinrichtung seit Jahrzehnten fast unverändert geblieben ist und unabhängig vom jeweiligen Betreiber in gleicher Tradition mit überwiegend derselben Stammkundschaft geführt wird. Das Restaurant diente über lange Zeit auch als Ort für politische und geschäftliche Gespräche in kleiner Runde und war zudem Stammkneipe einiger Bremer Bürgermeister und Senatoren.